# Symphony in Blue
Symphony in Blue è un brano della cantante inglese Kate Bush tratto dall'album del 1978 Lionheart, pubblicato per i soli mercati giapponese e canadese.

## Il brano
Il brano parla della filosofia e delle credenze di Kate Bush, mentre la descrizione di Dio, del sesso e del colore blu prendono spunto dalla lettura delle teorie di Wilhelm Reich in A Book Of Dreams. Dal punto di vista musicale, il brano si ispira alle Gymnopédies di Erik Satie.

## Versioni
- Versione giapponese 5-mag-1978 – Kate Bush, Symphony in Blue, 45gg, EMI EMI EMR-20567, Giappone, prodotto da Andrew Powell[2]. Questa versione contiene i brani seguenti:

1. "Symphony In Blue" – 3:33
2. "Fullhouse" – 3:14.

- Versione canadese 1-giu-1979 – Kate Bush, Symphony in Blue, 45gg, Harvest Harvest – 72807, Canada, prodotto da Andrew Powell[3]. Questa versione contiene i brani seguenti:

1. "Symphony In Blue" – 3:31
2. "Hammer Horror" – 4:37.

- Versione canadese (promozionale) 1978 – Kate Bush, Symphony in Blue, 45gg, Harvest Harvest – P1-72807 DJ, Canada, prodotto da Andrew Powell[4]. Questa versione contiene i brani seguenti:

1. "Symphony In Blue" – 3:33
2. "Symphony In Blue" (mono) – 3:33.